# フランチェスカ・フェレッティ
フランチェスカ・フェレッティ（Francesca Ferretti、女性、1984年2月15日 - ）は、イタリアの元バレーボール選手。ポジションはセッター。元イタリア代表。

## 来歴
2003年、イタリア代表に初選出される。2004年のワールドグランプリでは銀メダルを獲得した。アテネ五輪に出場した。
2007年に代表に復帰し、欧州選手権で金メダルを獲得した。同年11月のワールドカップに出場し、正セッターのロビアンコの怪我により、後半はスタメン起用され、見事に全勝優勝を果たした。
2008年、クールマイヨール国際大会でベストセッター賞を受賞した。同年6-7月のワールドグランプリで銅メダルを獲得した。同年8月の北京オリンピックに出場した。
2014年、6年ぶりに代表に復帰し、同年のワールドグランプリ、世界選手権などに出場した。

## 球歴
- オリンピック - 2004年（5位）、2008年（5位）
- 世界選手権 - 2014年（4位）
- ワールドカップ - 2007年（優勝）
- 欧州選手権 - 2007年（優勝）、2011年（4位）
- ワールドグランプリ - 2004年（2位）、2005年（2位）、2008年（3位）、2011年（7位）

## 所属クラブ
- ペルージャ（2001-2002年）
- Chieri Volley（2002-2003年)
- Volley Modène（2003-2005年）
- Chieri Volley（2005-2007年）
- スカボリーニ・ペーザロ（2007-2012年）
- River Volley Piacenza（2012-2014年）
- ラビタ・バクー（2014-2015年）
- LJ Volley（2015-2016年）
- River Volley（2016-2018年）
- Tirabassi & Vezzali Campagnola（2020-2021年）